# كيا (مغني)
إيفو ألفريدو توماس سيرو (مواليد 13 أبريل 2000) ، المعروف باسمه المسرحي كيا ، هو مغني راب أرجنتيني. إنه عضو في مشهد التراب الأرجنتيني مع فنانين مثل كازو و دوكي . 

## روابط خارجية
- موقع الكتروني